# Selago whyteana
Selago whyteana är en flenörtsväxtart som beskrevs av Robert Allen Rolfe. Selago whyteana ingår i släktet Selago och familjen flenörtsväxter. Inga underarter finns listade i Catalogue of Life.